# Герчиков, Анатолий Яковлевич
Анатолий Яковлевич Герчиков (род. 29 апреля 1943 года, Самара) — ученый-физикохимик, доктор химических наук, почётный профессор Башкирского государственного университета (ныне Уфимский университет науки и технологий).

## Биография
Анатолий Яковлевич Герчиков родился 29 апреля 1943 года в городе Куйбышев (ныне г. Самара) Куйбышевской области. В 1965 году окончил Саратовский государственный университет имени Н. Г. Чернышевского. С 1966 по 1969 год учился в аспирантуре филиала Института химической физики имени Н. Н. Семёнова АН СССР. Защитив в 1973 году кандидатскую диссертацию на тему: «Кинетика и механизм озонированного окисления метилэтилкетона в жидкой фазе», получил ученую степень кандидата химических наук. Работал на кафедре физической химии и химической экологии БашГУ (ныне Уфимский университет науки и технологий) на должности доцента химического факультета БашГУ (ныне Уфимский университет науки и технологий).
В 1995 году защитил докторскую диссертацию, получил ученую степень доктора химических наук, профессор (1998).
В 1969—1991 и с 1993 года работает в БГУ. В 2003—2010 годах был деканом химического факультета. В 1991—1993 годах работал старшим научным сотрудником Института органической химии (ИОХ).

## Научная деятельность
Область научных интересов: кинетика и механизмы радикально-цепного окисления органических соединений, синтетические и природные ингибиторы радикальных процессов, природные антиоксиданты. А. Я. Герчиковым предложены новые вещества, стабилизирующие термоокислительную деструкцию органических материалов (лекарственных препаратов, пищевых продуктов и др.).
Анатолий Яковлевич Герчиков имеет 12 изобретений, является автором около 200 научных трудов, включая 11 учебных пособий. Под его руководством подготовлено и защищено 5 кандидатских диссертаций (Ахатова Г. Р., Сафарова И. В., Мухаметов А. Д. и др.) и одна докторская. Является членом диссертационных советов Башкирского государственного университета (ныне Уфимский университет науки и технологий) и Института органической химии Уфимского научного центра РАН, института физики молекул и кристаллов Уфимского научного центра РАН, членом ученого совета химического факультета БашГУ (ныне Уфимский университет науки и технологий).

### Труды
- Кинетика и механизм озонированого окисления метилэтилкетона в жидкой фазе. Черноголовка. 1975.
- Антиокислительные свойства ряда производных урацила (в соавторстве). Вестник БГУ. 2004 № 3.
- Новые производные 2-[2-(2,6-дихлораннлнно) фенил]уксусной кислоты с выраженным противовоспалительным действием// Известия ВУЗов. (в соавторстве). Сер. Химия и хим. технология. 2008 г., т.5 I, № 5, с.87-92.
- Нестероидные противовоспалительные лекарственные средства. Сообщение I. Исследование взаимосвязи «структура-эффективность противовоспалительного действия» (в соавторстве). «Биомедицинская химия». т. 53, вып. № 3, 2007 г. — с. 266—275.
- Анализ механизма радикально-цепного окисления этилбензола в присутствии добавок N-2-этилгексил-N’-фенил-п-фенилендиамина. Бутлеровские сообщения (в соавторстве). 2018. Т.53. № 1. С.102-106. ROI: jbc-01/18-53-1-102.
- N-2-этилгексил-N’-фенил-п-фенилендиамин в качестве ингибитора радикально-цепного окисления этилбензола. Бутлеровские сообщения (в соавторстве). 2017. Т.50. № 6. С.126-131. ROI: jbc-01/17-50-6-126.
- Урацилы как ингибиторы радикально-цепного окисления органических соединений. Бутлеровские сообщения (в соавторстве). 2011. Т.25. № 6. С.22-28. ROI: jbc-01/11-25-6-22.
- The kinetic model of ndecane oxidation in the presence of inhibitory composition / M. V. Tikhonova, G. G. Garifullina, A. Ya. Gerchikov, S.I. Spivak / International Journal of Chemical Kinetics. — 20.

## Награды и звания
- Почетный работник высшего профессионального образования РФ (2005)